# Sedmodnevna bitka
Sedmodnevna bitka je naziv za seriju šest velikih bitaka koje su se zbile tijekom sedam dana od 25. lipnja do 1. srpnja 1862. u blizini Richmonda, Virginia tijekom Američkog građanskog rata. General Konfederacije Robert E. Lee potisnuo je napadačku unionističku Vojsku Potomaca pod zapovjedništvom general bojnika Georgea B. McClellana, daleko od Richmonda, i natjerao ju na povlačenje niz Virginijski poluotok. Niz bitaka ponekad se pogrešno naziva Sedmodnevna kampanja, ali to je zapravo vrhunac Poluotočne kampanje, a ne zasebna kampanja.
Sedmodnevna bitka je počela 25. lipnja 1862. unionističkim napadom u manjoj bitci kod Oak Grovea, ali je McClellan brzo izgubio inicijativu kada je Lee započeo niz napada na Beaver Dam Creeku (Mechanicsville) 26. lipnja, Gaines Millu 27. lipnja, sporednon akcijom kod Garnett's i Golding Farma 27. i 28. lipnja, te napadom na stražnji bok unionističke vojske na Savage's Stationu 29. lipnja. McClellan je Vojsku Potomaca povukao prema relativnoj sigurnosti Harrison's Landinga na rijeci James. Lee je dobio konačnu priliku da presretne unionističku vojsku u bitci kod Glendalea 30. lipnja, ali slabo izvršene zapovjedi dopustile su njegovom neprijatelju da pobjegne do snažnog obrambenog položaja na Malvern Hillu. U bitci kod Malvern Hilla 1. srpnja, Lee je pokrenuo beskorisni frontalni napad i pretrpio teške gubitke suočen s jakom pješadijom i topničkom obranom.
Sedmodnevna bitka je završila s McClellanovom vojskom u relativnoj sigurnosti uz rijeku James, nakon što je pretrpjela gotovo 16.000 žrtava tijekom povlačenja. Leejeva vojska, koja je tijekom bitke napadala, imala je više od 20.000 gubitaka. Kada se Lee uvjerio da McClellan neće nastaviti prijetiti Richmondu, pokrenuo je svoju Vojsku Sjeverne Virginije kako bi izvršio invaziju na Maryland. 